# Музей Соломон Гугенхайм
„Соломон Гугенхайм“ (на английски: Solomon R. Guggenheim Museum) е известен музей, разположен в район Горен Ийст Сайд на Манхатан, Ню Йорк.
Сградата е постоянен дом на именита колекция от творби на импресионизма, постимпресионизма, ранен модерн и съвременно изкуство. Провеждат се също и специални експозиции. Музеят отваря врати на 21 октомври 1959 г., ставайки 2-рия музей на Фондация „Соломон Р. Гугенхайм“.
Автор на проекта е архитектът Франк Лойд Райт. Сградата се превръща в знакова творба в съвременната архитектура. През 1992 г. е извършена мащабна реконструкция. Добавено е новопроектирано крило с цел разширяване на експозиционната площ. Автори на пристройката са архитектите от студио Гуатми и Сийгъл.

## История
Соломон Гугенхайм започва да колекционира произведения на изкуството през 1929 г. Отваря 1-вия си музей в Ню Йорк през 1939 г. Колекцията нараства с бързи темпове, поради което през 1943 г. Гугенхайм и съветникът му Рибей пишат писмо до Франк Лойд Райт с молба да се заеме с проектирането на сграда за настаняване на експозициите. Проектът струва на Райт 15 г., 700 скици и 6 пълни комплекта с работни чертежи. Докато той проектира, Рибей се залавя с търсене на подходящ градски терен за разполагане на постройката. В крайна сметка се спират на парцел на 5-о авеню, между 88-а и 89-а улица, с гледка право към Сентръл парк.
През есента на 1959 г. – 10 г. след смъртта на Соломон Гугенхайм и 6 мес. след смъртта на самия Франк Лойд Райт, музеят отваря врати за широката публика.
През 2008 г. сградата на музея е регистрирана като национално културно-историческо богатство.

## Галерия
- Интериорен изглед от атриума
- Интериорен изглед от атриума
- Пощенска марка от 1966 г., изобразяваща Франк Лойд Райт на фона на музея